# Râul Mălușteni
Râul Mălușteni este un curs de apă, afluent al râului Horincea. 